# 稲場圭信
稲場 圭信（いなば けいしん、1969年11月 - ）は、地域資源と科学技術による防災と地域コミュニティづくりに取り組む共生社会学者、大阪大学大学院人間科学研究科教授（未来共生学講座・共生社会論）、大阪大学「社会ソリューションイニシアティブ（SSI）」兼任、プロジェクト「地域資源とITによる減災・見守りシステムの構築」研究代表。日本最大の避難所情報、未来共生災害救援マップ（災救マップ　https://map.respect-relief.net/）開発・運営。一般社団法人地域情報共創センター（https://riccc.or.jp/）の設立者・顧問。専門は、共生社会学、災害社会学、宗教社会学、利他主義・市民社会論、防災と宗教、宗教施設の避難所活用、災害情報、宗教の社会貢献に関する研究。

## 人物
東京都生まれ。東京大学文学部宗教学宗教史学専修課卒、ロンドン大学大学院博士課程終了。2000年、ロンドン大学より、宗教社会学で博士号の学位(Ph.D.)を取得している。
宗教的利他主義、宗教の社会貢献の研究を進め、2006年には「宗教と社会」学会において、「宗教の社会貢献活動研究プロジェクト」を発起人の一人として立ち上げている。東日本大震災後、「宗教者災害救援ネットワーク」「宗教者災害救援マップ」を國學院大學の黒崎浩行らと立ち上げた。
2013年には、「未来共生災害救援マップ」を開設、運営している。
「宗教者災害支援連絡会」世話人。無料電子ジャーナル「宗教と社会貢献」編集委員長。一般社団法人地域情報共創センター顧問、一般財団法人「ありがとうインターナショナル」顧問、公益財団法人「ユニベール財団」理事、公益財団法人「浄土宗ともいき財団」評議員、日本宗教学会理事。専門社会調査士、防災士、専門宗教文化士。

## 略歴
- 1988年3月 武蔵中学校・高等学校卒業[要出典]
- 1995年3月 東京大学文学部宗教学宗教史学専修課程[要出典]卒業
- 2000年6月 ロンドン大学大学院博士課程修了(King’s College, University of London)修了
- 2003年4月 神戸大学助教授
- 2007年4月 神戸大学大学院人間発達環境学研究科准教授
- 2010年4月 大阪大学大学院人間科学研究科准教授
- 2016年4月 大阪大学大学院人間科学研究科教授

## 著書

### 単著
- 『利他主義と宗教』（弘文堂 2011年）
- 『思いやり格差が日本をダメにする～支え合う社会をつくる8つのアプローチ』（NHK出版 2008年）
- 『Altruism in New Religious Movements』（大学教育出版 2004年）

### 共編著
- （岸政彦・稲場圭信・丹野清人編著）『岩波講座　社会学第３巻　宗教・エスニシティ』（岩波書店 2023年）
- （稲場圭信・黒崎浩行編）『震災復興と宗教』 (叢書 宗教とソーシャル・キャピタル 第4巻) （明石書店 2013年）
- （稲場圭信・櫻井義秀編）『社会貢献する宗教』（世界思想社 2009年）
- （Ruben Habito・Keishin Inaba編）『The Practice of Altruism』（Cambridge Scholars Press 2006年）

### 共著
- （志水宏吉他編）『共生学宣言』（大阪大学出版 2020年）
- （渥美公秀・稲場圭信編）『助ける』（大阪大学出版 2019年）
- （川端亮・稲場圭信著）『アメリカ創価学会における異体同心─二段階の現地化』（新曜社 2018年）
- （櫻井義秀編）『社会貢献する宗教』（世界思想社 2009年）
- （木岡伸夫編）『都市の風土学』（ミネルヴァ書房 2009年）
- （櫻井義秀・三木英編）『よくわかる宗教社会学』（ミネルヴァ書房 2007年）
- （樫尾直樹編）『アジアのスピリチュアリティ』（勉誠出版 2006年）
- （伊藤雅之・樫尾直樹・弓山達也編）『スピリチュアリティの社会学』（世界思想社 2004年）
- （宗教者災害支援連絡会 (編集), 蓑輪顕量・稲場圭信・黒崎浩行・葛西賢太（責任編集））『災害支援ハンドブック: 宗教者の実践とその協働』（春秋社 2016年）